# César Ojinaga
César Ojinaga (Madrid, 31 de marzo de 1926-Barcelona, 20 de abril de 1999) fue un actor español que participó en más de sesenta títulos, entre películas, series de televisión y obras de teatro televisado, a lo largo de su trayectoria profesional, que abarcó desde 1954 hasta 1989.

## Filmografía
- Demasiado viejo para morir joven (1989)
- La ràdio folla (1986)
- Victòria! 3: El seny i la rauxa (1984)
- Victòria! 2: La disbauxa del 17 (1983)
- Victòria! La gran aventura d'un poble (1983)
- Companys, procés a Catalunya (1979)
- Óscar, Kina y el láser (1978)
- La viuda andaluza (1977)
- La ciutat cremada (1976)
- Las largas vacaciones del 36 (1976)
- El precio del aborto (1975)
- Las correrías del Vizconde Arnau (1974)
- Dallas (1974)
- Los Kalatrava contra el imperio del karate (1974)
- También los ángeles comen judías (1973)
- Ninguno de los tres se llamaba Trinidad (1973)
- Las ratas no duermen de noche (1973)
- Le llamaban Calamidad (1972)
- Los fabulosos de Trinidad (1972)
- Judas... ¡Toma tus monedas! (1972)
- La liga no es cosa de hombres (1972)
- Y le llamaban El Halcón (1972)
- Un colt por cuatro cirios (1971)
- Wanted Sabata (1970)
- La diligencia de los condenados (1970)
- Veinte pasos para la muerte (1970)
- La banda de los tres crisantemos (1970)
- El Puro se sienta, espera y dispara (1969)
- Chico, chica, ¡boom! (1969)
- Crisantemi per un branco di carogne (1968)
- El Baldiri de la costa (1968)
- El terrible de Chicago (1967)
- Un colpo da re (1967)
- Non aspettare Django, spara (1967)
- Gentleman Jo... uccidi (1967)
- Cinco pistolas de Texas (1967)
- El primer cuartel (1966)
- The Texican (1966)
- El yankee (1966)
- Siete pistolas para gringo (1966)
- La balada de Johnny Ringo (1966)
- La venganza de Clark Harrison (1966)
- Un dólar de fuego (1966)
- La dama de Beirut (1966)
- Sangre sobre Texas (1965)
- ¡Viva Carrancho! (1965)
- Oeste Nevada Joe (1965)
- Los pistoleros de Arizona (1965)
- Las locuras de Bárbara (1959)
- El ángel está en la cumbre (1958)
- Delincuentes (1957)
- La legión del silencio (1956)
- Nunca es demasiado tarde (1956)
- Misión extravagante (1954)
- La canción del penal (1954)
- Los gamberros (1954)
- Once pares de botas (1954)

## Series de TV y Teatro televisado
- Amor, salut i feina (1987)
- Teatro estudio: Tierra baja (1978)
- Teatro Club: Jacinta se marchó a la guerra (1977)
- Palabras cruzadas: La venganza de Tapauá (1975)
- Original: Claudio (1975)
- Ficciones: El esclavo negro (1974), La cruz del diablo (1973), Se busca un hombre de acción (1972)
- Percy Stuart: Der Koffer (1970), Beruf: Witwe (1969)
- Escritores en televisión: Los signos externos (1969)
- Novela: Aloma (1977), Un actor para un crimen (1964)